# Canthium oblongifolium
Canthium oblongifolium là một loài thực vật có hoa trong họ Thiến thảo. Loài này được Quisumb. & Merr. mô tả khoa học đầu tiên năm 1928.